# Birreactor

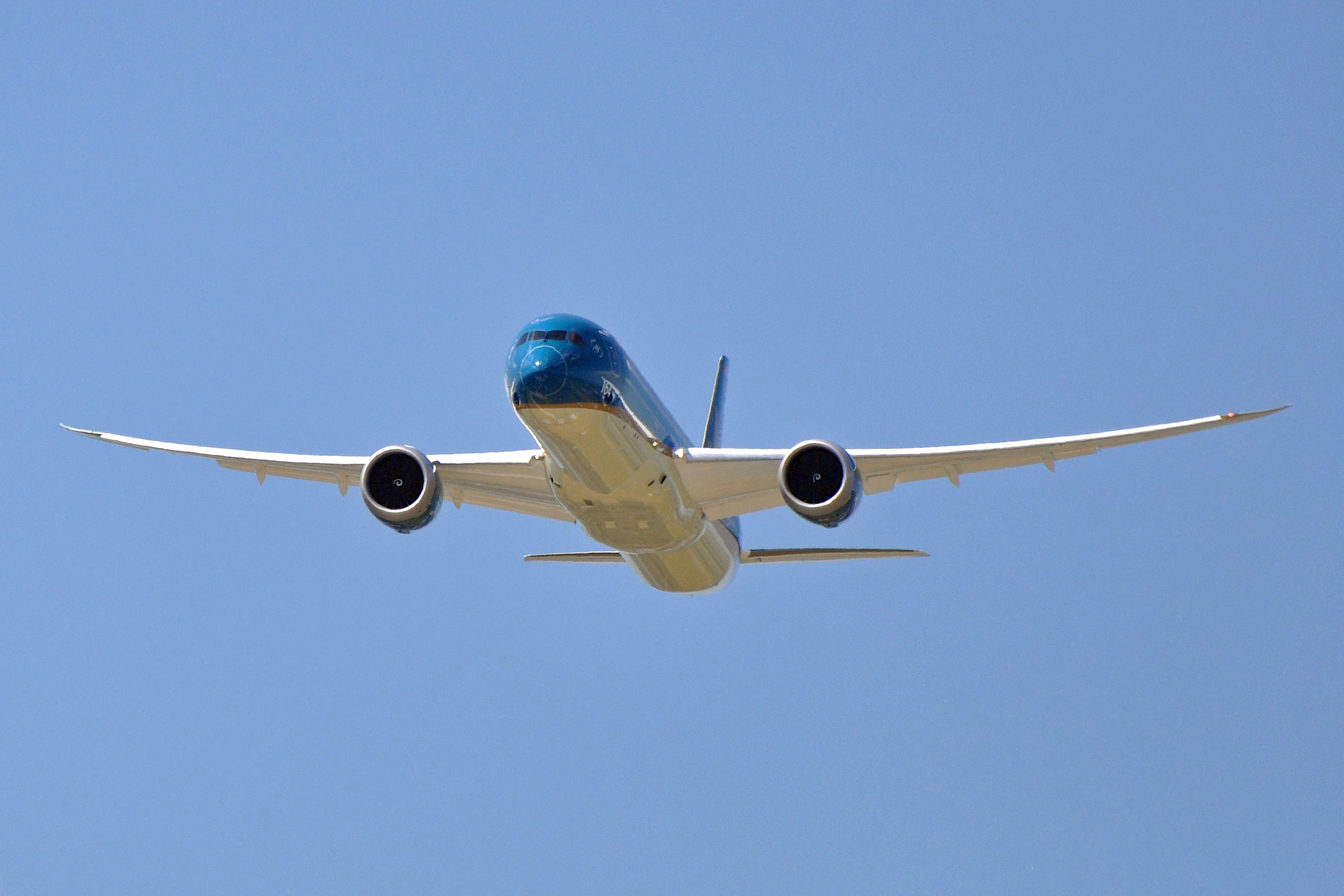
Boeing 787 Dreamliner Bimotor.

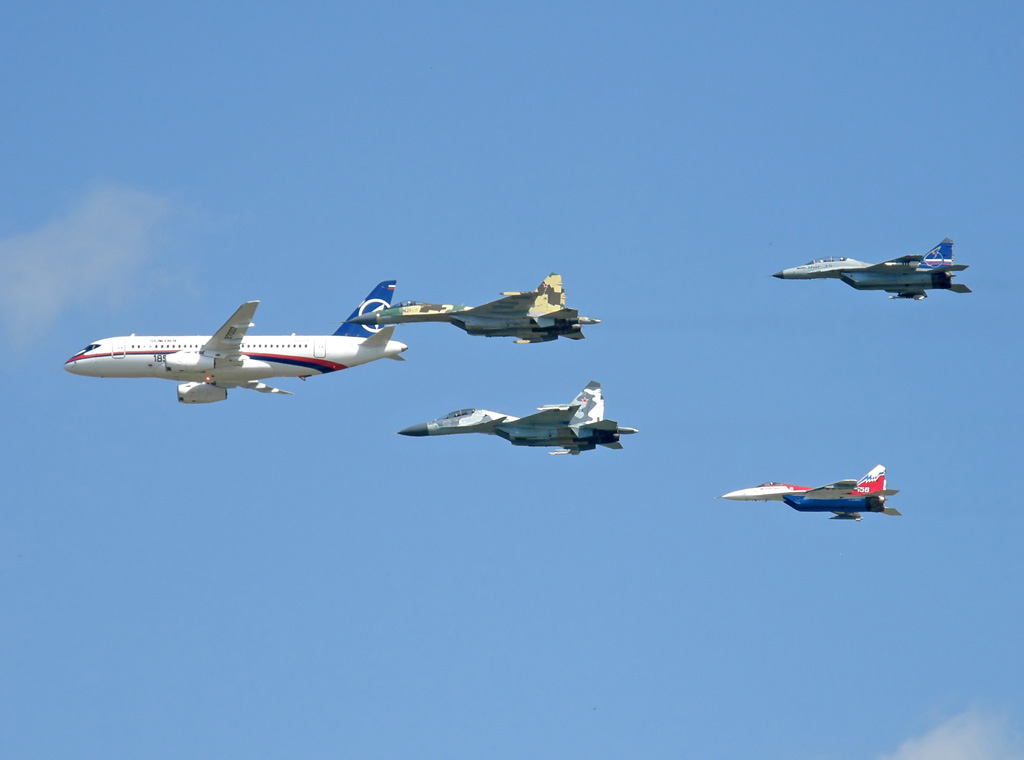
Muchos aviones de combate a reacción y la mayoría de los diseños de aviones comerciales modernos son birreactores.

Un birreactor o avión a reacción de dos motores (en inglés: twinjet) es un avión a reacción propulsado por dos motores. Un birreactor puede volar con la suficiente eficiencia como para aterrizar con un solo motor en funcionamiento, lo que lo hace más seguro que un avión monomotor en caso de fallo de un motor. La eficiencia de combustible de un birreactor es mejor que la de aeronaves con más motores. Estas consideraciones han llevado al uso generalizado de aeronaves bimotor de todo tipo, incluyendo aviones de pasajeros, aviones militares de ala fija y otros.

## Configuraciones de aeronaves
Existen tres configuraciones comunes de aviones birreactores. La primera, común en aeronaves de gran tamaño como los aviones de pasajeros, cuenta con un motor en cápsula, generalmente montado debajo, o en ocasiones encima o dentro de cada ala. Los ejemplos más notables de esta configuración son el Boeing 737 y el Airbus A320.
El segundo tiene un motor montado a cada lado del fuselaje trasero, cerca de su empenaje, utilizado por muchos aviones comerciales, aunque algunos aviones de pasajeros como el Fokker 70, el Douglas DC-9 y el COMAC ARJ21 también utilizan ese diseño.
En la tercera configuración, ambos motores están dentro del fuselaje, uno al lado del otro, utilizada por la mayoría de los cazas desde la década de 1960. Los cazas posteriores que utilizaron esta configuración incluyen el Su-27 'Flanker', el F-15 Eagle y el F-22 Raptor.

## Historia

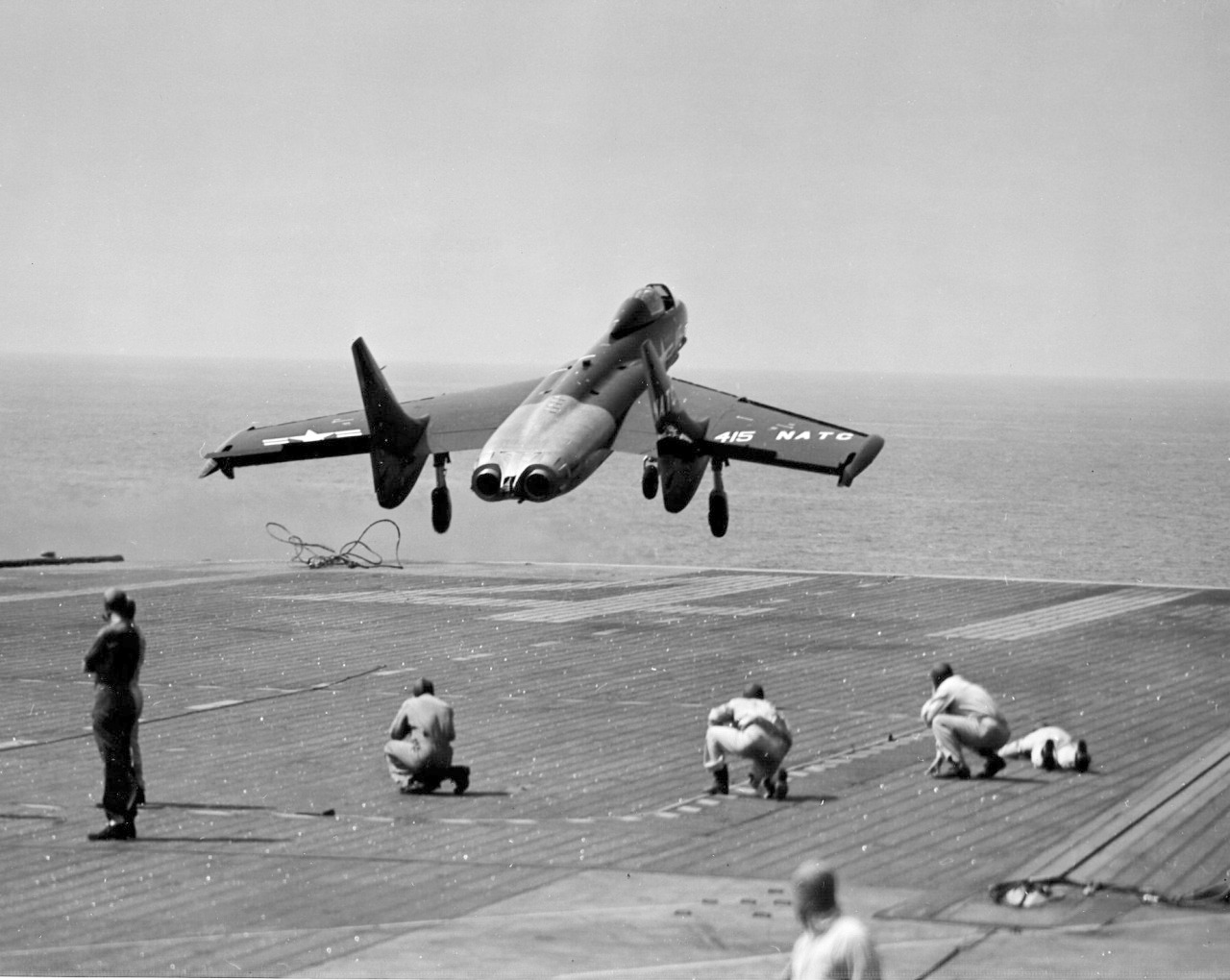
El Vought F7U Cutlass fue uno de los primeros cazas birreactores modernos.

A medida que los aviones a reacción surgieron en la década de 1940, muchos de los primeros fuselajes serían de doble motor, ya que los motores contemporáneos no eran generalmente lo suficientemente potentes y fiables como para propulsar fuselajes con un solo motor. Sin embargo, el primer avión a reacción en volar, el Heinkel He 178 de Alemania, sería propulsado por un solo motor; su forma relativamente pequeña, bajo peso y su estatus como prototipo en lugar de un avión operativo significaban que las consideraciones de velocidad, fiabilidad y seguridad eran secundarias.
El primer avión bimotor en volar fue el prototipo de caza alemán, el Heinkel He 280, que voló el 30 de marzo de 1941 con un par de turborreactores Heinkel HeS 8 montados en las góndolas. El primer caza a reacción operativo, el alemán Messerschmitt Me 262, montaba dos motores Junkers Jumo 004.
El 15 de mayo de 1941, el primer jet británico, el Gloster E.28/39, realizó su primer vuelo y estaba propulsado por un solo motor. Sin embargo, el primer jet británico en entrar en producción fue un bimotor, el Gloster Meteor.
El primer jet de los Estados Unidos de América fue un bimotor; el Bell P-59 Airacomet voló por primera vez el 1 de octubre de 1942. Sin embargo, el primer jet de producción estadounidense, el Lockheed P-80 Shooting Star, era un avión de un solo motor a reacción.
La configuración de twinjet se utilizó para aviones de fuselaje estrecho de corto alcance, como el McDonnell Douglas DC-9 y el Boeing 737. El Airbus A300 no tuvo éxito inicialmente cuando se produjo por primera vez como un avión de fuselaje ancho de corto alcance, ya que las aerolíneas que operaban el A300 en rutas de corta distancia tuvieron que reducir las frecuencias para intentar llenar el avión de alta capacidad, y perdieron pasajeros frente a las aerolíneas que operaban vuelos de fuselaje estrecho más frecuentes. Sin embargo, después de la introducción de las reglas ETOPS que permitieron a los jets de doble motor volar rutas de larga distancia que anteriormente les estaban prohibidas, Airbus pudo desarrollar aún más el A300 como un avión de pasajeros de medio a largo alcance para aumentar las ventas; Boeing lanzó su bimotor de fuselaje ancho, el Boeing 767, en respuesta.
En la década de 1980, el Boeing 727 fue descontinuado, ya que su compartimento central de motores requeriría un rediseño prohibitivamente costoso para acomodar el motor turbofan de derivación alta más silencioso, y pronto fue sustituido por aviones de doble motor para el mercado de fuselaje estrecho; Airbus con el A320, y Boeing con el 757 y las variantes "clásicas" actualizadas del 737. Durante esa década, solo McDonnell Douglas continuó el desarrollo del diseño de trirreactor con una actualización del DC-10, el MD-11, que inicialmente tenía una ventaja de alcance sobre sus competidores de fuselaje ancho de medio tamaño más cercanos, que eran bimotores, el Boeing 767 en producción y el Airbus A300/A310. En contraste con McDonnell Douglas, que se mantuvo con su configuración de trirreactor existente, Airbus (que nunca produjo un avión de trirreactor) y Boeing trabajaron en nuevos diseños de bimotor de fuselaje ancho que se convertirían en el Airbus A330 y el Boeing 777, respectivamente. La ventaja de largo alcance del MD-11 fue breve, ya que pronto fue anulada por el Airbus A330-300, el Boeing 767-300ER y Boeing 777-200ER de mayor alcance.

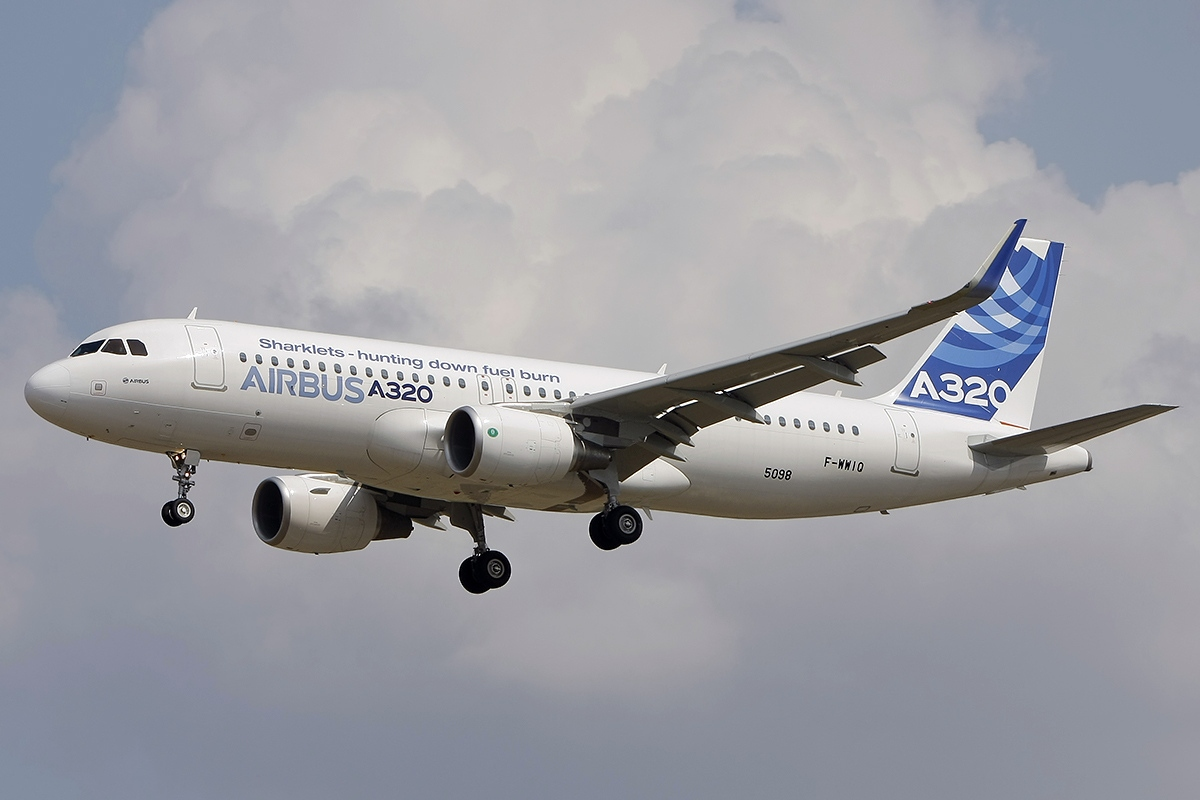
La familia Airbus A320 es hoy en día uno de los diseños de avión bimotor más populares en servicio.

El Airbus A320, un avión bimotor, se destaca como el avión de pasajeros más producido. El Boeing 777X es el birreactor más grande del mundo, y la variante 777-200LR tiene el segundo alcance más largo de un avión en el mundo (detrás del Airbus A350-900ULR). Otros bimotores de Boeing incluyen el 767, el 757 (este último ha dejado de producirse, pero sigue en servicio comercial) y el 787. El competidor Airbus produce la familia A320, el A330 y el A350.
Algunos aviones comerciales modernos todavía utilizan cuatro motores (cuatrimotores) como el Airbus A380 y el Boeing 747-8, que están clasificados como aeronaves muy grandes (más de 400 asientos en configuraciones de clase mixta). Cuatro motores todavía se utilizan en los aviones de carga más grandes capaces de transportar carga de gran tamaño, incluidos los aviones de transporte estratégico.

## Eficiencia
Los aviones bimotor tienden a ser más eficientes en combustible que los aviones trimotor (de tres motores) y los cuatrimotores (de cuatro motores). Dado que la eficiencia del combustible en los aviones de línea es una alta prioridad, muchas aerolíneas han ido retirando cada vez más los diseños de trijet y quad-jet en favor de los twinjets en el siglo XXI. Los diseños de trijet fueron eliminados primero, en particular debido a los problemas de diseño y mantenimiento más complicados del motor central montado en el estabilizador. Los primeros aviones de doble motor no estaban permitidos por las restricciones de ETOPS para volar rutas transoceánicas de larga distancia, ya que se pensaba que no eran seguros en caso de falla de uno de los motores, por lo que se utilizaban aviones de cuatro motores. Los cuatrimotores también tenían una mayor capacidad de carga que los gemelos anteriores comparables. Sin embargo, los posteriores aviones de doble motor como el Boeing 777, el Boeing 787 y el Airbus A350 han igualado o superado los diseños más antiguos de cuatrimotores como el Boeing 747 y el Airbus A340 en estos aspectos, y los aviones de doble motor han tenido más éxito en términos de ventas que los cuatrimotores.
En 2012, Airbus estudió un birreactor de 470 plazas que competiría con el Boeing 747-8, con menores costes operativos previstos entre 2023 y 2030. Este avión revivió tras el lanzamiento del 777X por parte de Boeing en noviembre de 2013, mientras que el entonces director ejecutivo, Fabrice Brégier, prefirió centrarse en la mejora del producto en lugar de en conceptos completamente nuevos durante 10 años. Contaría con una economía de 10 asientos al lado, como la del 777. Su ala de 565 m² (6.081 pies cuadrados), ligeramente más grande que la del 747-8, tendría una envergadura de 80 m (262 pies), tan ancha como la del A380, para un MTOW de 892.900 lb (405 t) en comparación con las 775.000 lb (352 t) del 777X, con una estructura compuesta para un peso operativo vacío de 467.400 lb (212 t), y un alcance de 8.150 nmi (15.090 km) a Mach 0,85.

## ETOPS
Al volar lejos de aeropuertos de desvío (los llamados vuelos ETOPS/LROPS), la aeronave debe ser capaz de alcanzar un alternativo con el motor restante dentro de un tiempo específico en caso de falla de un motor. Cuando las aeronaves están certificadas según los estándares ETOPS, el empuje no es un problema, ya que uno de los motores es más que suficiente para mantener la aeronave en vuelo (ver más abajo). Principalmente, la certificación ETOPS implica requisitos de mantenimiento y diseño que garantizan que un fallo de un motor no provoque el fallo del otro. Los motores y sistemas relacionados deben ser independientes y (en esencia) recibir mantenimiento independiente. A menudo se cree erróneamente que ETOPS/LROPS se aplica solo a vuelos largos sobre el agua, pero se aplica a cualquier vuelo a una distancia mayor a una especificada de un aeropuerto de desvío disponible. Los vuelos sobre el agua cerca de aeropuertos de desvío no necesitan cumplir con ETOPS/LROPS.

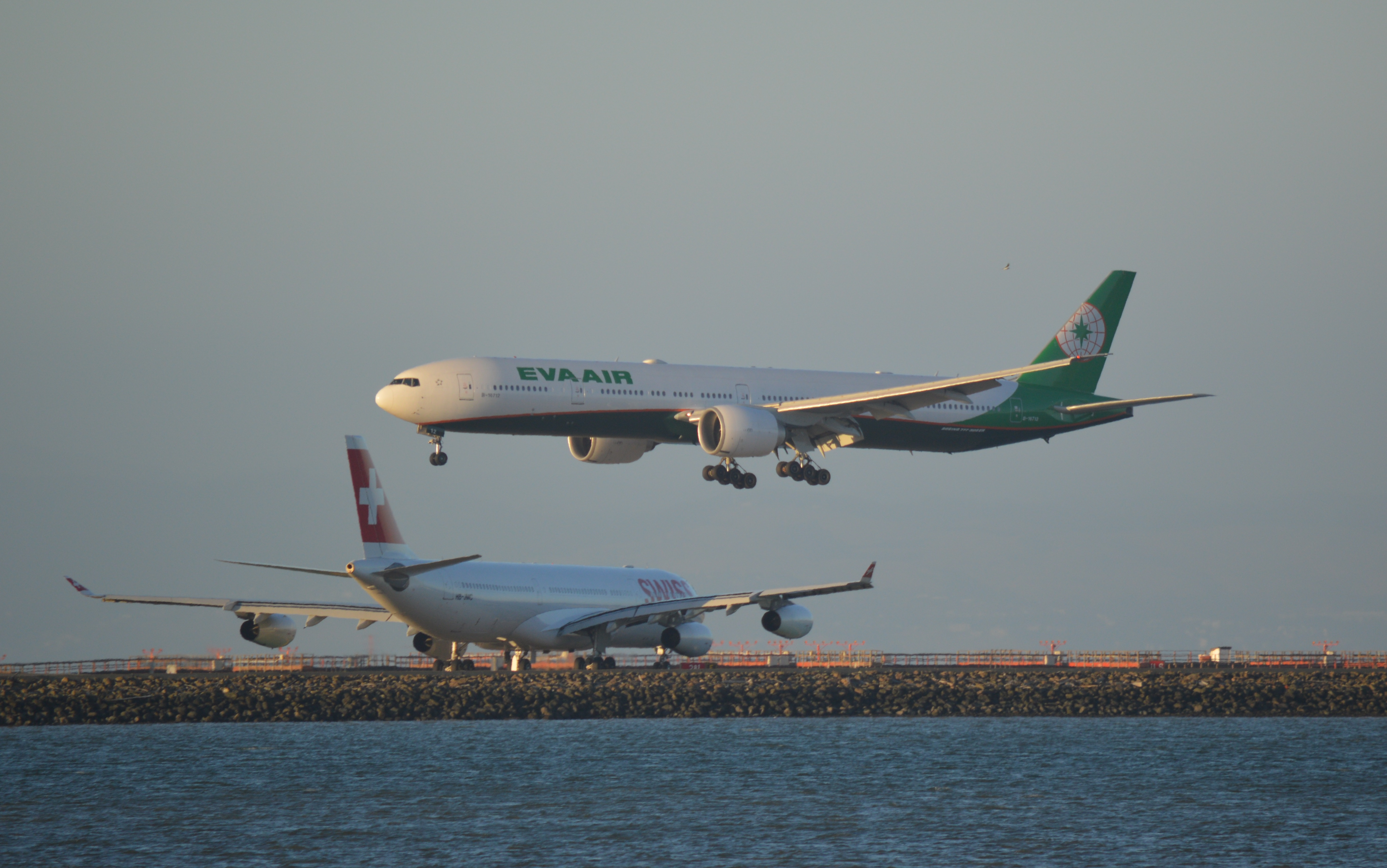
Los modernos birreactores más eficientes, como el Boeing 777, han reemplazado a los diseños cuatrirreactores tradicionales, como el Airbus A340 y el Boeing 747, en las principales rutas transoceánicas de larga distancia.

### Introducción a los vuelos transoceánicos
Desde la década de 1990, las aerolíneas han ido cambiando cada vez más de aviones de cuatro o tres motores a bimotores para operar rutas transatlánticas y transpacíficas. En un vuelo sin escalas de América a Asia o Europa, las aeronaves de largo alcance suelen seguir una ruta ortodrómica. Por lo tanto, en caso de fallo de un motor en un birreactor (como el Boeing 777), este podría realizar aterrizajes de emergencia en campos de Canadá, Alaska, el este de Rusia, Groenlandia, Islandia o las Islas Británicas. El Boeing 777 también ha sido aprobado por la Administración Federal de Aviación para vuelos entre Norteamérica y Hawái, que es la ruta regular aérea más larga del mundo sin aeropuertos de desvío en el camino.

## Otras ventajas

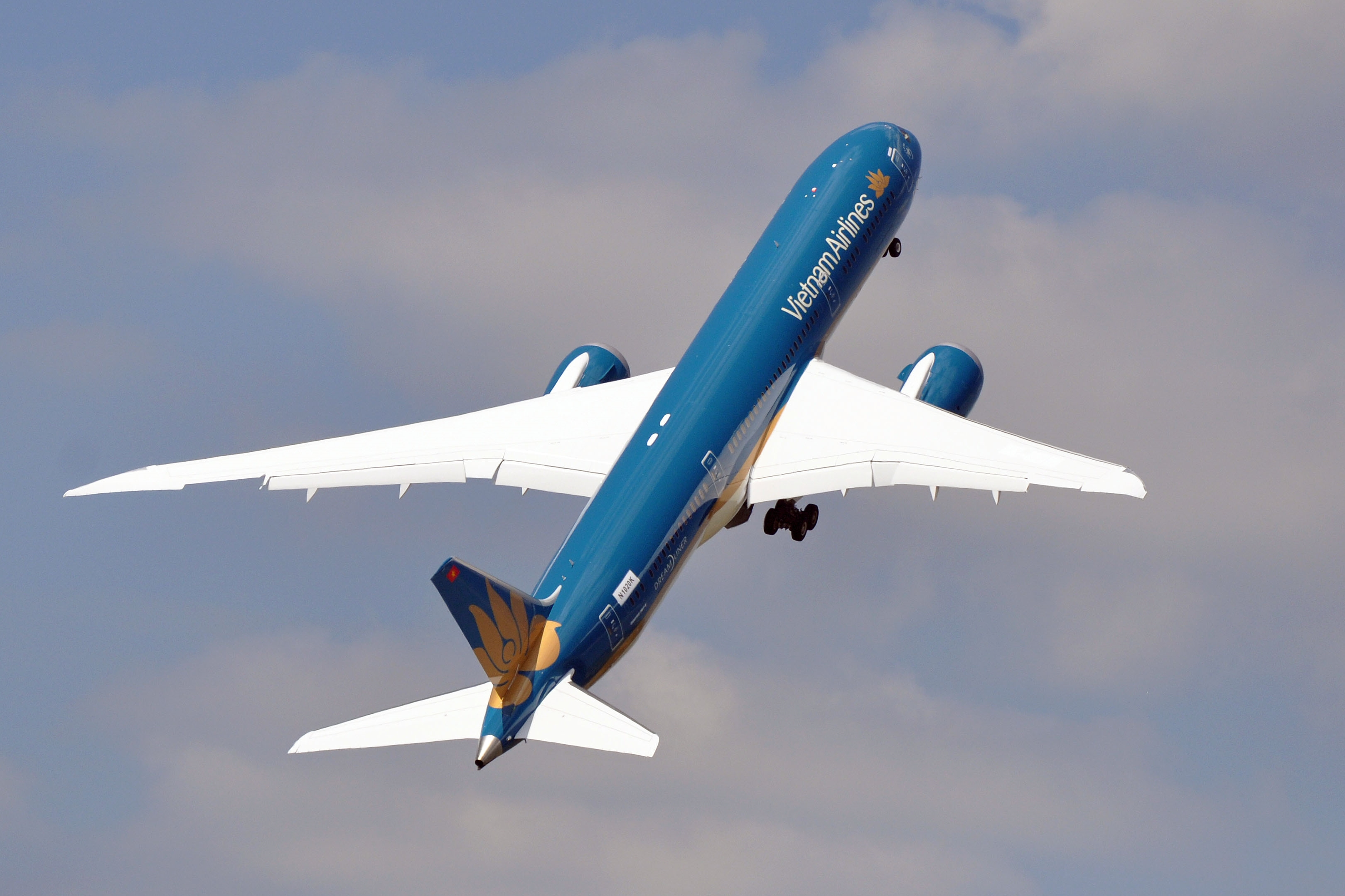
Un Boeing 787-9 realizando un despegue en ascenso pronunciado en medio de un espectáculo aéreo como demostración de capacidades.

En los grandes aviones de pasajeros, el costo de los motores representa una proporción significativa del costo final del avión. Cada motor también requiere mantenimiento, documentación y certificados por separado. Tener dos motores más grandes, en lugar de tres o cuatro más pequeños, suele reducir significativamente los costos de compra y mantenimiento de un avión.
Las regulaciones que rigen los niveles de empuje requeridos para aeronaves de transporte generalmente se basan en el requisito de que una aeronave pueda continuar un despegue si falla un motor después de alcanzar la velocidad de decisión de despegue. Por lo tanto, con todos los motores en funcionamiento, los trirreactores deben ser capaces de producir al menos el 150% del empuje mínimo requerido para ascender y los cuatrirreactores, el 133%. Por el contrario, dado que un birreactor perderá la mitad de su empuje total si falla un motor, se les exige producir el 200% del empuje mínimo requerido para ascender cuando ambos motores estén en funcionamiento. Debido a esto, los birreactores suelen tener relaciones empuje-peso más altas que las aeronaves con más motores, y por lo tanto pueden acelerar y ascender más rápido.